# AS-103
AS-103 foi o oitavo voo não tripulado do Saturno I para o Programa Apollo da NASA. Lançado a partir do Cabo Kennedy em 16 de fevereiro de 1965. A missão AS-103 foi a terceira de uma série operacional com o foguete Saturno I e, como nas missões anteriores AS-101 e AS-102, também carregou um modelo da nave Apollo (BP-16). Os objetivos da missão eram avaliar o desempenho do sistema do veículo de lançamento, alijamento do sistema de escape e separação do modelo da nave espacial. A trajetória de lançamento foi designada para inserir o Satélite Pegasus na órbita apropriada, diferente das usadas nas missões AS-101 e AS-102.
Nas operações com o Satélite Pegasus os objetivos eram a avaliar as operações funcionais, mecânica, estrutural, sistemas eletrônicos e amostragem dos dados de micro meteoritos próximos à órbita da Terra. E ainda havia alguns objetivos secundários, relativos a diversos sistemas e procedimentos. O lançamento consistiu no S-I primeiro estágio, S-IV segundo estágio e unidade de instrumentos.
A nave espacial, conectada ao estágio superior do Saturno I, consistiu no modelo do Módulo de Comando e Serviço Apollo, adaptador para o módulo de serviço no veículo de lançamento, torre do LES, com o Satélite Pegasus dobrado dentro do módulo de serviço.
Após a queima e separação do primeiro estágio e a ignição do segundo estágio, o LES foi alijado. Quando o segundo estágio alcançou a órbita, o modelo do Módulo de Comando e Serviço Apollo foi alijado em uma órbita separada. Então, um dispositivo movido a motor desdobrou e estendeu as asas com os painéis do Satélite Pegasus. O satélite permaneceu unido ao segundo estágio do Saturno I como planejado.
O lançamento foi normal e a carga foi introduzida na órbita aproximadamente 10.5 minutos após o lançamento. A trajetória e velocidade foram muito próximas à planejada. A Apollo se separou do Satélite Pegasus 804 segundos após a decolagem e a preparação dos painéis do satélite para detecção e estudo da frequência de impactos de micro meteoritos começou após 1 minuto.
Uma câmera montada no interior do adaptador do módulo de serviço forneceu imagens do Satélite Pegasus desdobrando suas asas e instalando os painéis no espaço. Os sensores mediram com êxito a frequência, tamanho, direção e contagem de impactos e penetração de micro meteoritos. A missão AS-103 alcançou todos seus objetivos com êxito.

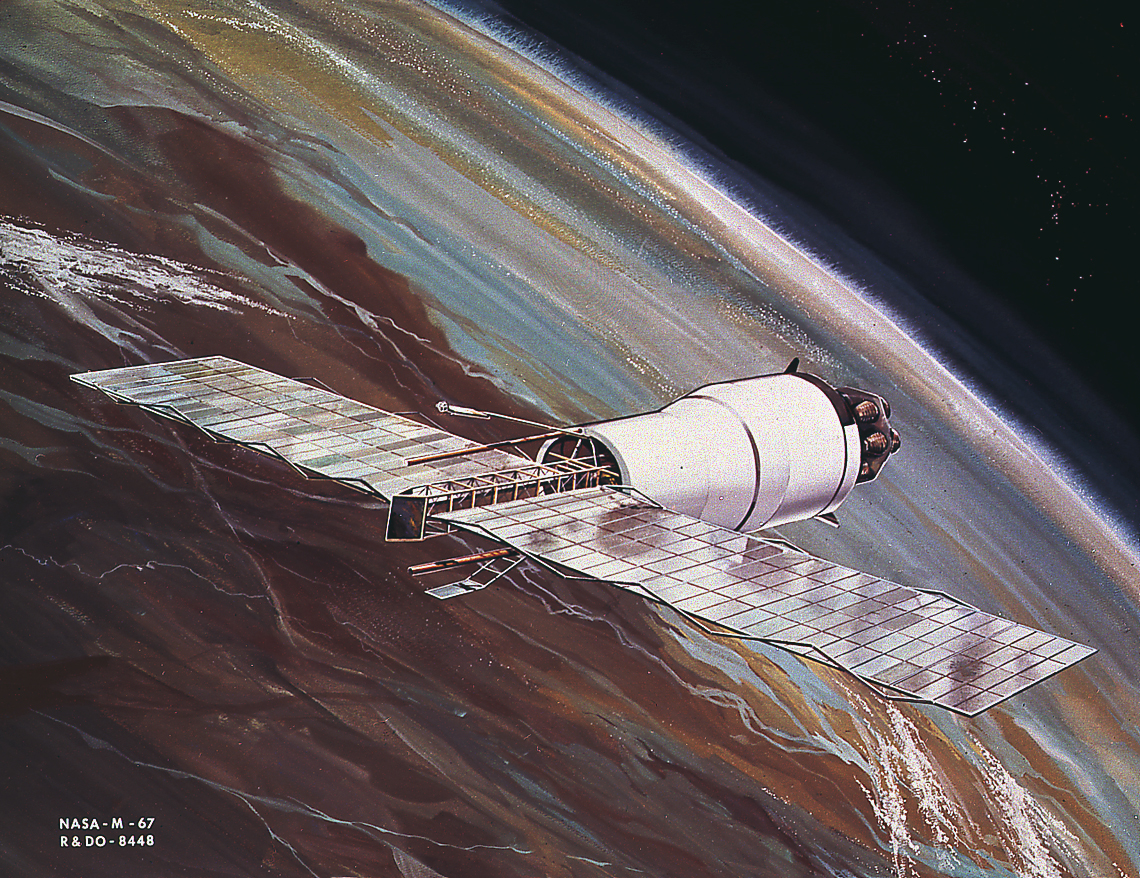
Visão artística do satélite Pegasus, onde se vê que ele era constituído do segundo estágio do Saturno I + parte da "casca" do módulo de serviço + a estrutura que se desdobrava no espaço com seus pequenos painéis solares a duas grandes "asas" de detecção de micrometeoritos.